# 浙江叶下珠
浙江叶下珠（学名：Phyllanthus chekiangensis）为大戟科叶下珠属下的一个种。

## 扩展阅读
- 維基物種上的相關：浙江叶下珠